# Karl Reindler
Karl Reindler (ur. 18 kwietnia 1985 roku w Perth) – australijski kierowca wyścigowy.

## Kariera
Reindler rozpoczął karierę w międzynarodowych wyścigach samochodowych w 2003 roku od startów w Australijskiej Formule 3, gdzie czterokrotnie stawał na podium. Z dorobkiem 98 punktów został sklasyfikowany na szóstej pozycji w końcowej klasyfikacji kierowców. Rok później został mistrzem tej serii. W późniejszych latach Australijczyk pojawiał się także w stawce Formuła 3 Lady Wigram Trophy, Bahrain F3 Superprix, Grand Prix Makau, Brytyjskiej Formuły 3, Azjatyckiej Formuły Renault V6, A1 Grand Prix, Malaysia Merdeka Endurance Race, V8 Supercars, FIA GT Championship, Grand American Rolex Series, Fujitsu V8 Supercars Series, Mini Challenge Australia, V8 Supercars GP Challenge, Albert Park 400, Pirtek Enduro Cup, Australijskiego Pucharu Porsche Carrera, Phillip Island 101, Australian GT Championship, Liqui Moly Bathurst 12 Hour oraz Radical Australia Cup.
W V8 Supercars Australijczyk startował w latach 2008-2013. W pierwszych trzech sezonach plasował się odpowiednio na 56, 43 i 27 pozycji. W kolejnych sezonach również nie odnosił większych sukcesów. W 2012 roku uzyskał najlepszy wynik. Uzbierane 1147 punktów dało mu 24 miejsce w klasyfikacji generalnej.